# Carcelia lymantriae
Carcelia lymantriae är en tvåvingeart som beskrevs av Chao och Liang 1986. Carcelia lymantriae ingår i släktet Carcelia och familjen parasitflugor. Inga underarter finns listade i Catalogue of Life.